# Кюльсгайм
Кюльсгайм (нім. Külsheim) — місто в Німеччині, знаходиться в землі Баден-Вюртемберг. Підпорядковується адміністративному округу Штутгарт. Входить до складу району Майн-Таубер.
Площа — 81,46 км2. Населення становить 5219 ос. (станом на 31 грудня 2020).